# Girella tephraeops
Girella tephraeops és una espècie de peix pertanyent a la família dels kifòsids.

## Descripció
- Pot arribar a fer 61 cm de llargària màxima.
- 13-14 espines i 13-13 radis tous a l'aleta dorsal i 3 espines i 11 radis tous a l'anal.
- És uniformement gris fosc, tot i que pot canviar ràpidament a una altra coloració de taques irregulars pàl·lides i fosques. Les aletes són fosques.[6][7]

## Hàbitat
És un peix marí, associat als esculls i de clima subtropical que viu fins als 20 m de fondària.

## Distribució geogràfica
Es troba a l'Índic oriental: Austràlia Occidental.

## Observacions
És inofensiu per als humans.